# سرطانة الرئة صغيرة الخلايا في المرحلة المحدودة
سرطانة الرئة صغيرة الخلايا في المرحلة المحدودة  نوع من سرطان الرئة صغير الخلايا ينحصر في منطقة صغيرة بما يكفي لتطويقها ببوابة إشعاعية واحدة. ويشمل ذلك عمومًا السرطان في جانب واحد من الرئة، الذي قد يصل إلى العقد اللمفاوية في نفس الجانب. تُشخص 33% من حالات سرطان الرئة صغير الخلايا في المرحلة المحدودة. تشمل الأعراض الشائعة على سبيل المثال لا الحصر السعال المستمر، والألم الصدري، والقشع الصدئي، وضيق النفس، والتعب، وفقدان الوزن، والوزيز، وبحة الصوت، والتهابات الجهاز التنفسي المتكررة كالالتهاب الرئوي والتهاب القصبات. يمكن أن يترافق سرطان الرئة صغير الخلايا أيضًا بمشاكل الجهاز العصبي،ومتلازمة كوشينغ، ومتلازمة الإفراز غير الملائم للهرمون المضاد لإدرار البول. بخلاف سرطان الرئة صغير الخلايا في المرحلة الواسعة، يمكن معالجة سرطان الرئة صغير الخلايا في المرحلة المحدودة. تتكون العلاجات المعيارية من الجراحة، والمعالجة الكيميائية المركبة القائمة على البلاتين، والتشعيع الصدري، والتشعيع القحفي الوقائي.
زاد معدل بقاء المرضى على قيد الحياة خلال خمس سنوات بشكل ملحوظ من 1% بالعلاج الجراحي إلى 26% بعد تطبيق العلاج الكيميائي المركب.

## التصنيف
يعالج سرطان الرئة صغير الخلايا على أنه مرض جهازي بسبب ميله للانتشار المبكر، وبالتالي، بدلًا من نظام التصنيف المرحلي التقليدي (تي إن إم)، قدمت مجموعة دراسة الرئة التابعة لإدارة المحاربين القدامى نظامًا مبسطًا مؤلفًا من مرحلتين في خمسينيات القرن العشرين، يَقسم سرطان الرئة صغير الخلايا إلى سرطان الرئة صغير الخلايا في المرحلة المحدودة وسرطان الخلايا صغير الخلايا في المرحلة الواسعة. يتنوع تعريف المرحلة المحدودة بسبب تغير سياسة المعالجة الإشعاعية التي كانت تستهدف جميع العقد اللمفاوية من خلال المنافذ الإشعاعية وأصبحت تستهدف العقد المصابة فقط.
وفقًا للإجماع الطبي الواسع, تعتبر سرطانة الرئة صغيرة الخلايا في المرحلة المحدودة قابلة للاستهداف ببوابة إشعاعية واحدة عمومًا. يتعلق تصنيف سرطان الرئة صغير الخلايا على أنه في المرحلة المحدودة أو الواسعة بدرجة الانصباب الجنبي وإصابة المستويات العقدية. يخرج المصابون بانصباب جنبي في نفس جهة الآفة من تصنيف المرحلة المحدودة. في حالات نادرة, يخضع المصابون بانصباب جنبي إلى بروتوكولات المرحلة المحدودة; ويشمل ذلك الانصباب الذي يظهر فقط في التصوير الطبقي المحوسب للصدر، وعندما تكون الزاوية الضلعية الحجابية غير حادة. في معظم الحالات، يخرج جميع المرضى الذين يبدون أي علامة من علامات الانصباب الجنبي في أي نوع من فحوصات التصوير من تصنيف المرحلة المحدودة.
يتجلى الغموض في تعريف المرحلة المحدودة أيضًا في التصنيف المعتمد على اعتلال العقد اللمفاوية. فمثلًا، يدخل المرضى الذين يعانون من اعتلال العقد فوق الترقوة ثنائي الجانب في تصنيف المرحلة المحدودة في بعض الحالات، وتشمل حالات أخرى مرضى مصابين باعتلال عقدي أحادي الجانب. وبشكل مشابه، يدخل في تصنيف المرحلة المحدودة مرضى اعتلال العقد السرية الرئوية (سرة الرئة) في الجهة المقابلة في كثير من الأحيان، وليس دائمًا.
يفضل نظام التصنيف التقليدي (تي إن إم) على نظام المرحلتين عندما تكون الجراحة الخيار العلاجي الموصى به.

## العلامات والأعراض
وفقًا لجمعية السرطان الأمريكية، الأعراض الأكثر شيوعًا في المرحلة المحدودة من سرطان الرئة مشابهة لأعراض سرطانات الرئة الأخرى، وهي:
- السعال المترقي والمستمر
- السعال المدمى أو القشع الصدئي
- ضيق النفس
- ألم في الصدر يسوء بالتنفس العميق، أو السعال، أو الضحك
- خسارة الوزن وفقدان الشهية
- التعب
- وزيز حديث البدء
- التهابات الجهاز التنفسي المتكررة كالالتهاب الرئوي والتهاب القصبات

بالإضافة إلى ذلك، يعاني مرضى سرطان الرئة صغير الخلايا من مشاكل الجهاز العصبي (متلازمة لامبرت إيتون، التنكس المخيخي نظير الورمي)، ومتلازمة كوشينغ ومتلازمة الإفراز غير الملائم للهرمون المضاد لإدرار البول.